# Aphyllanthes monspeliensis
Aphyllanthes monspeliensis – gatunek roślin z monotypowego rodzaju Aphyllanthes z rodziny szparagowatych. Występuje w zachodniej części basenu Morza Śródziemnego od Portugalii, poprzez Hiszpanię, południową Francję po okolice Genui. Rośnie także w Afryce w Algierii, w Libii i Maroku, także na Balearach i Sardynii. Rośnie w miejscach suchych i skalistych. Roślina uprawiana bywa w ogrodach skalnych. Mimo że jest rośliną zielną w jej kłączach występuje kambium – tkanka twórcza umożliwiająca przyrost na grubość.

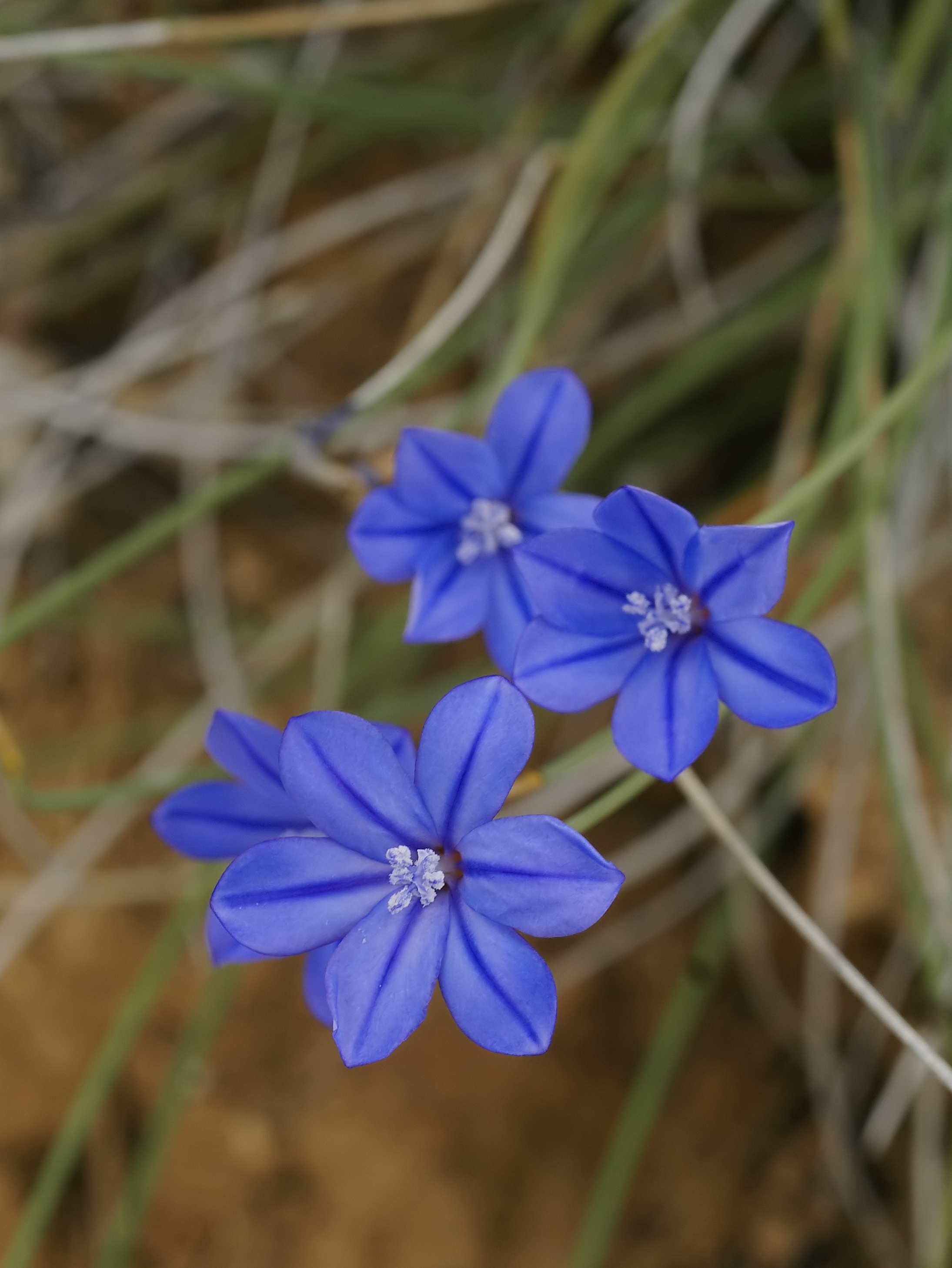
Kwiaty

## Morfologia
PokrójBylina kserofityczna, z krótkim kłączem, z którego wyrastają liczne cienkie i bruzdowane łodygi, barwy nieco szaroniebieskiej, tworzące zwarte kępy o wysokości 10–30 cm. Z powodu redukcji liści właśnie łodygi są jedynym organem asymilacyjnym u tego gatunku.
LiścieSkrętoległe, pojedyncze, zredukowane do łuskowatych pochew otaczających łodygi.
KwiatySzczytowe, wyrastają pojedynczo lub skupione po 2–3, otulone okrywą. Okwiat o średnicy do 2–3 cm z listkami okazałymi, jasnoniebieskimi i niebiesko-fioletowymi, rzadko białymi, z ciemniejszą żyłką biegnącą centralnie, z długimi paznokciami tworzącymi długą rurkę. Pręcików 6, osadzonych na końcach paznokci. Słupek z trójkomorową zalążnią, z długą szyjką zakończoną trójdzielnym znamieniem.
OwoceTrójkomorowa torebka okryta trwałymi listkami okrywy.

## Systematyka
W popularnym w końcu XX wieku systemie Cronquista rodzaj włączany był do rodziny liliowatych (Liliaceae).
Pozycja według APweb (aktualizowany system APG III z 2009)
Gatunek i rodzaj należy do podrodziny Aphyllanthoideae Lindley, rodziny szparagowatych Asparagaceae, rzędu szparagowców Asparagales w obrębie kladu jednoliściennych.